# San Luis al Medio
San Luis al Medio est une ville de l'Uruguay située dans le département de Rocha. Sa population est de 702 habitants.

## Histoire
La ville a son origine en 1650 avec le prêtre jésuite canonisé Luis Costanza.

## Population
| Année | Population |
| ----- | ---------- |
| 1963  | 387        |
| 1975  | 401        |
| 1985  | 505        |
| 1996  | 578        |
| 2004  | 702        |

,